# Sala delle Udienze del Collegio del Cambio

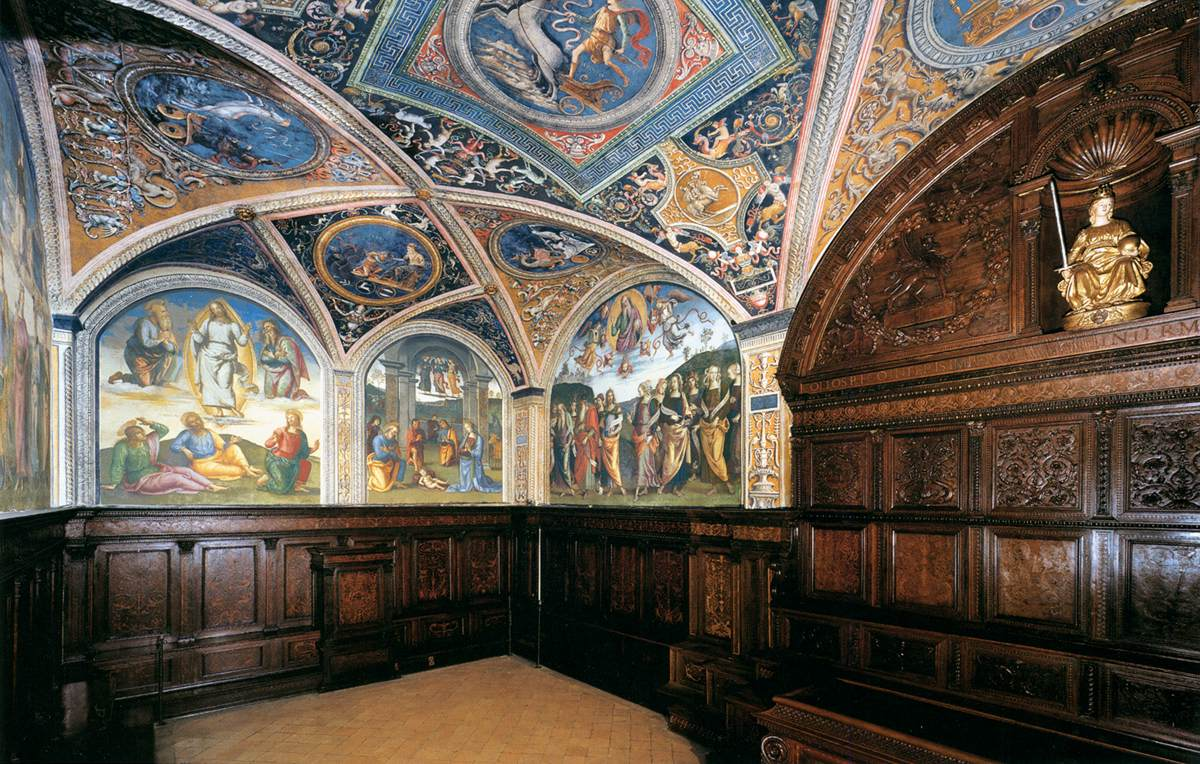
Vista hacia el banco del tribunal.

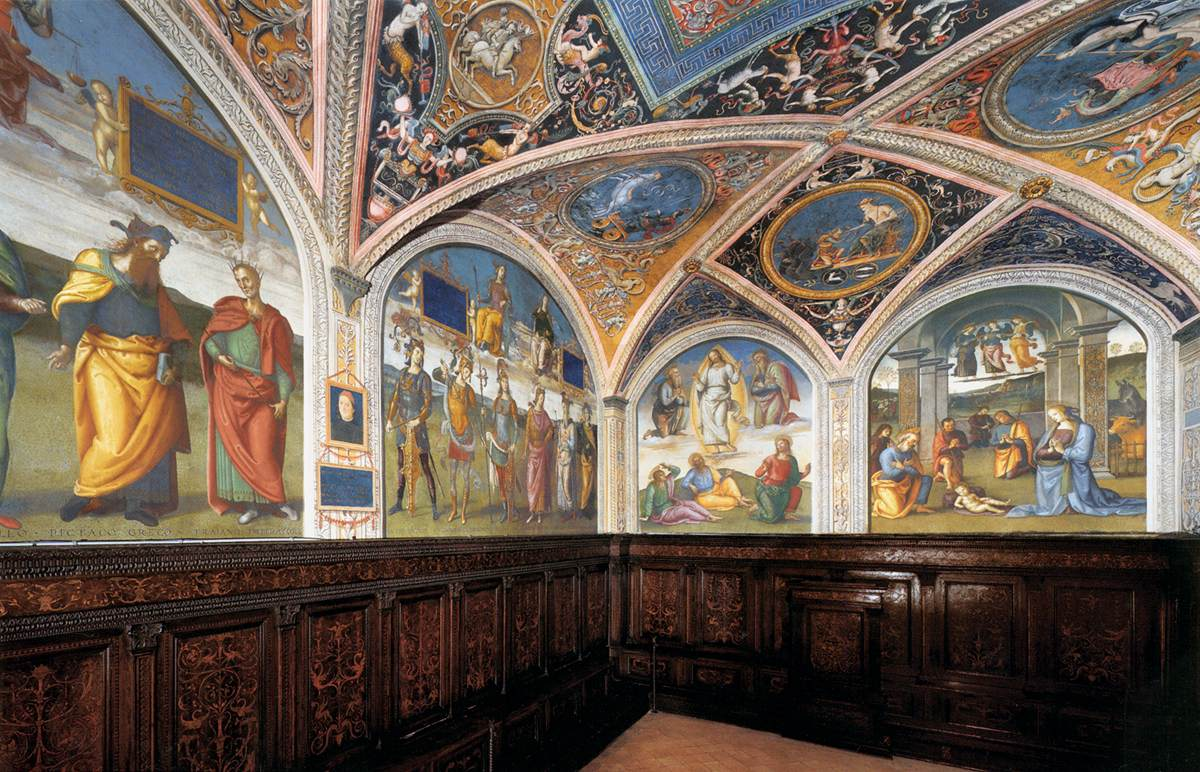
Vista hacia el lado opuesto.

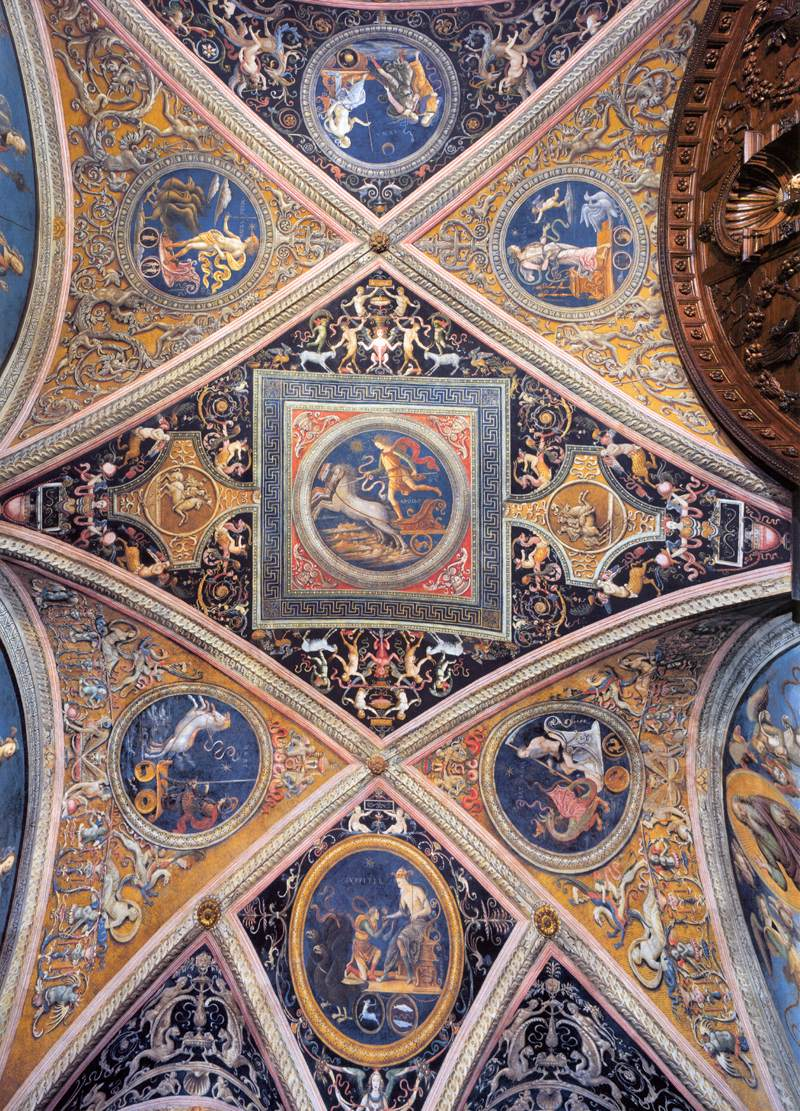
Bóveda.

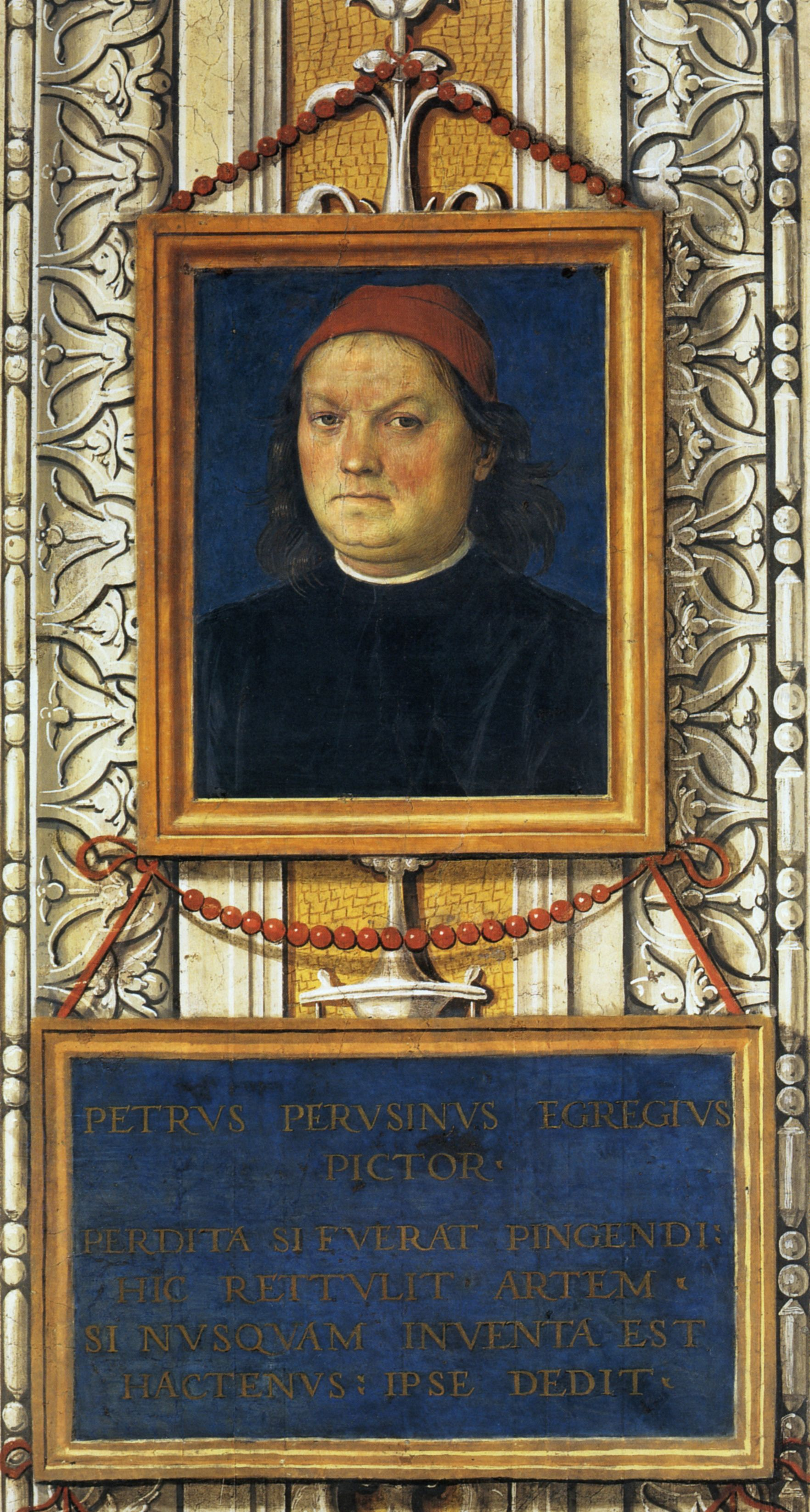
Trampantojo con cartela y autorretrato de Perugino (compárese con el Retrato de Perugino atribuido a Rafael o a Lorenzo di Credi).

Sala delle Udienze del Collegio del Cambio ("Sala de la Audiencia del Colegio del Cambio" en lengua italiana) es el salón principal del Collegio del Cambio de Perugia, la sede de la corporación local de cambistas de moneda (el Arte del Cambio), que había sido autorizada para ocupar unos locales situados al extremos del Palazzo dei Priori a partir de 1452. Las obras de acondicionamiento duraron hasta 1457. En la Sala delle Udienze tenían lugar las reuniones de la corporación, y era el centro de sus actividades comerciales. En 1496 el Collegio tomó la decisión de encargar su decoración pictórica al Perugino, por entonces en la cima de su carrera, quien trabajó en estos frescos entre 1498 y 1500, logrando una de las cumbres de la pintura italiana de finales del Quattrocento y de la escuela umbra. El 11 de junio de 1507 recibió el pago de 350 ducados de oro. Durante los trabajos fue ayudado por aprendices como Andrea d'Assisi y probablemente el joven Rafael Sanzio, a quien se atribuye la figura de la Fuerza y el rostro de Salomón.

## Programa iconográfico
El programa iconográfico es homogéneo e integrado con el resto de la decoración, incluyendo uno de los primeros ejemplos de grutescos. El tema se decidió por el humanista Francesco Maturanzio: la concordancia entre el saber pagano y el saber cristiano, a través de las virtudes. Bajo las virtudes cardinales, sabios y héroes de la Antigüedad; bajo las virtudes teologales, el Padre Eterno entre ángeles sobre profetas y sibilas (esperanza), la Transfiguración (fe) y la Natividad (caridad). En la bóveda, planetas representados por divinidades paganas. En un pilar, la figura de Catón como símbolo de sabiduría. Como inspiración se tomó a los "hombres ilustres" de la Sala dei Gigli del Palazzo Vecchio de Florencia, obra de Domenico Ghirlandaio (1481-1485) y a los frescos del Palazzo Trinci de Foligno.
Sobre un pilar intermedio de la pared izquierda, se pintó un trampantojo en el que se simulan dos marcos colgados de cordones de cuentas de coral; el superior con el autorretrato de Perugino, y el inferior con una inscripción latina: PETRUS PERUSINUS EGREGIUS / PICTOR / PERDITA SI FUERAT PINGENDI / HIC RETTULIT ARTEM / SI NUSQUAM INVENTA EST / HACTENUS IPSE DEDIT ("Pietro Perugino, pintor egregio. Si el arte de la pintura se hubiera perdido, él la encontró. Si no se hubiera inventado aún, él la elevó hasta este punto"). Es una referencia al debate de los antiguos y los modernos, que para el caso de la pintura tenía el inconveniente de la inexistencia de modelos conservados desde la Antigüedad.

## Rasgos estilísticos
Las imágenes presentan una armonía y alternancia rítmica que recuerda a la composición musical. Los colores son brillantes pero sabiamente armonizados con la utilización de fuertes contrastes (como naranja/verde, amarillo/azul y rosa/verde). La pincelada divide la luz en una infinidad de segmentos que vibran, se descomponen y se recomponen. Las sombras sobre el suelo son nítidas. La iluminación teatral y la perspectiva suscitan intensas emociones en el espectador. El detallismo es de una finura equivalente a la de la talla de la madera. El paisaje está simplificado. Las figuras, con elegantes poses, simplemente se yuxtaponen en primer plano, creando esquemas simétricos. Son obvias las limitaciones de las escenas narrativas, de escaso dinamismo, y la repetición de esquemas del limitado repertorio.

## Otras piezas
El acceso a la Sala se efectúa a través de un vestíbulo decorado con boiseries de época barroca. En la Sala delle  Udienze propiamente dicha se dispone un banco de tribunal (igualmente en madera tallada y marquetería) obra de Domenico del Tasso (1493), bancos a lo largo de las paredes y, en un nicho, una estatua de la Justicia obra de Benedetto da Maiano. La capilla contigua contiene el ciclo de frescos de la Vida de San Juan Bautista obra de Giannicola di Paolo (1519).

## Escenas y detalles de los frescos

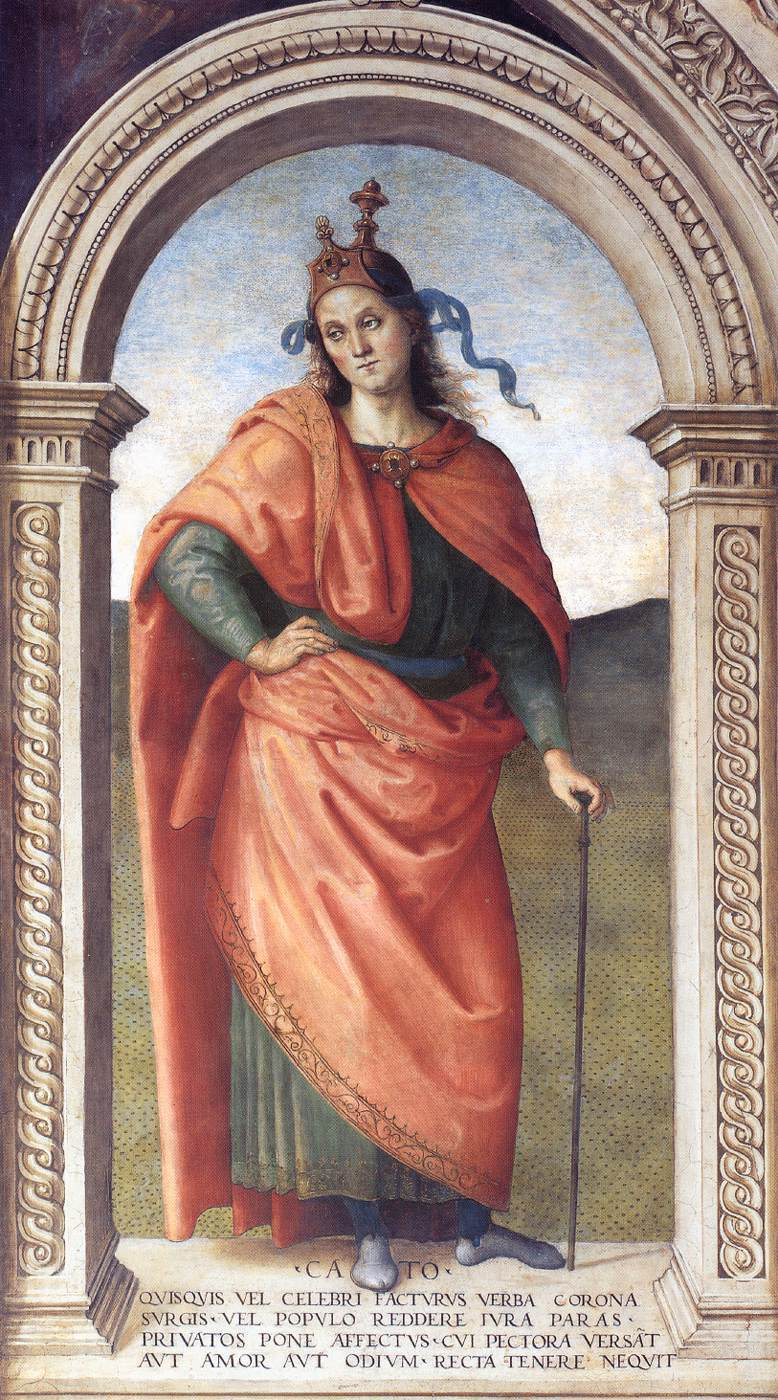
Catón.
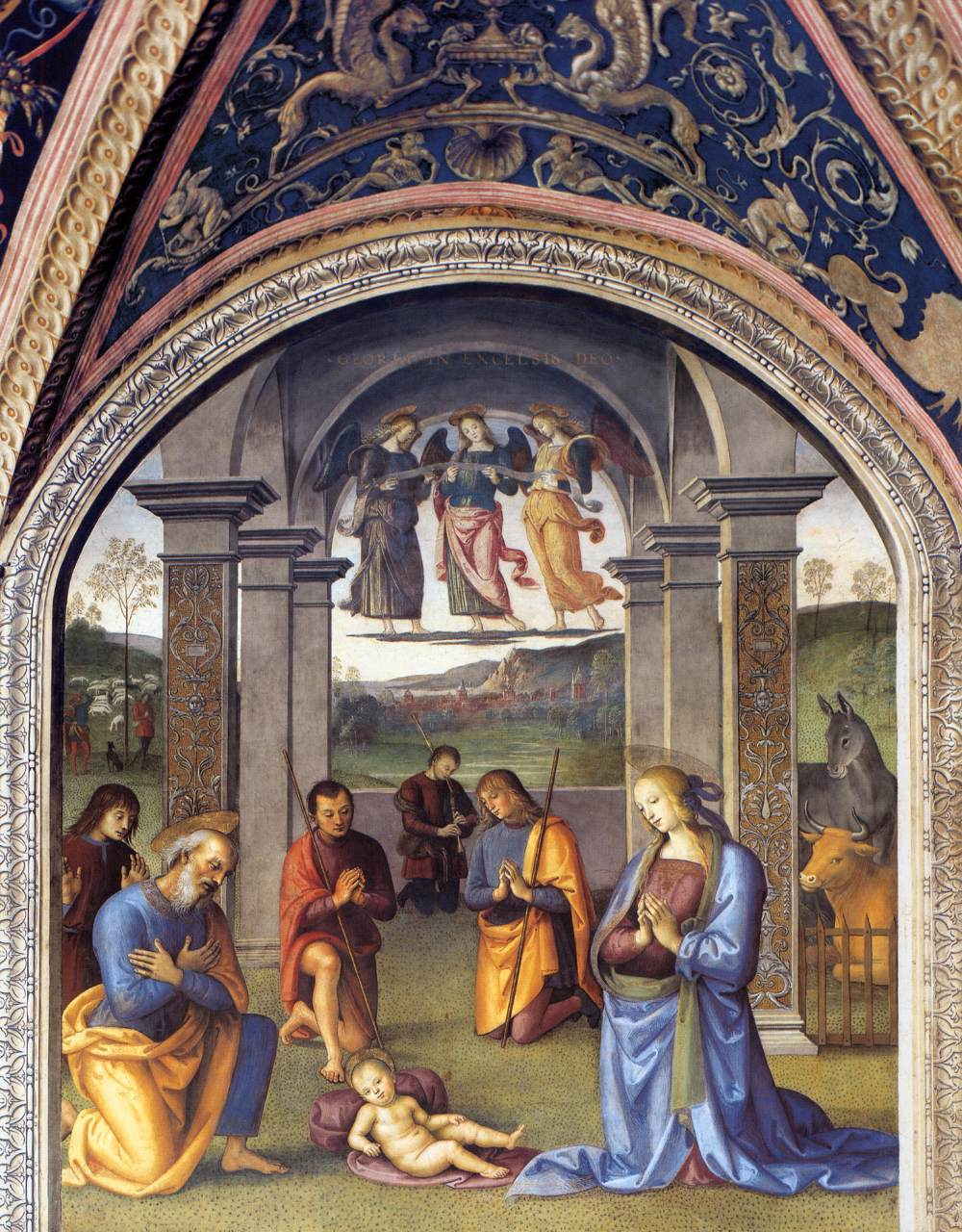
Natividad.
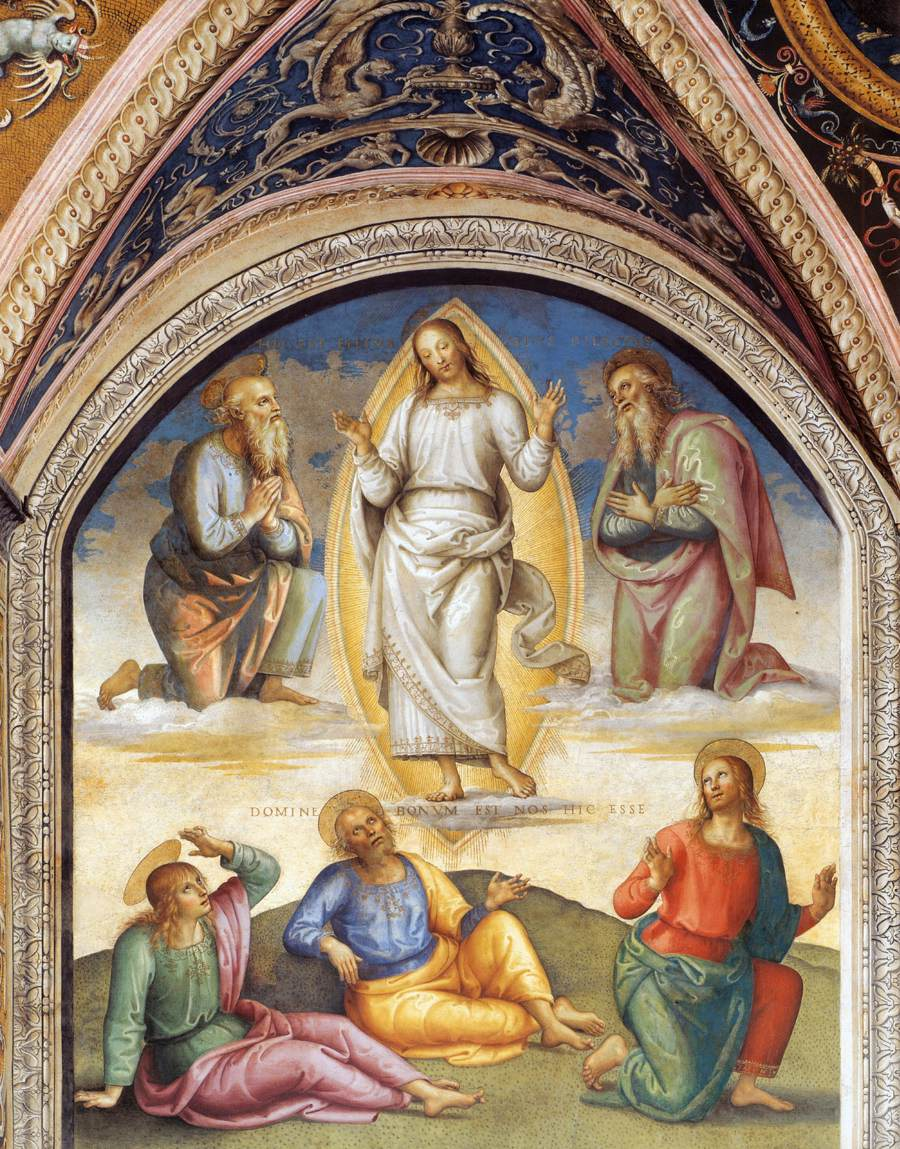
Transfiguración.

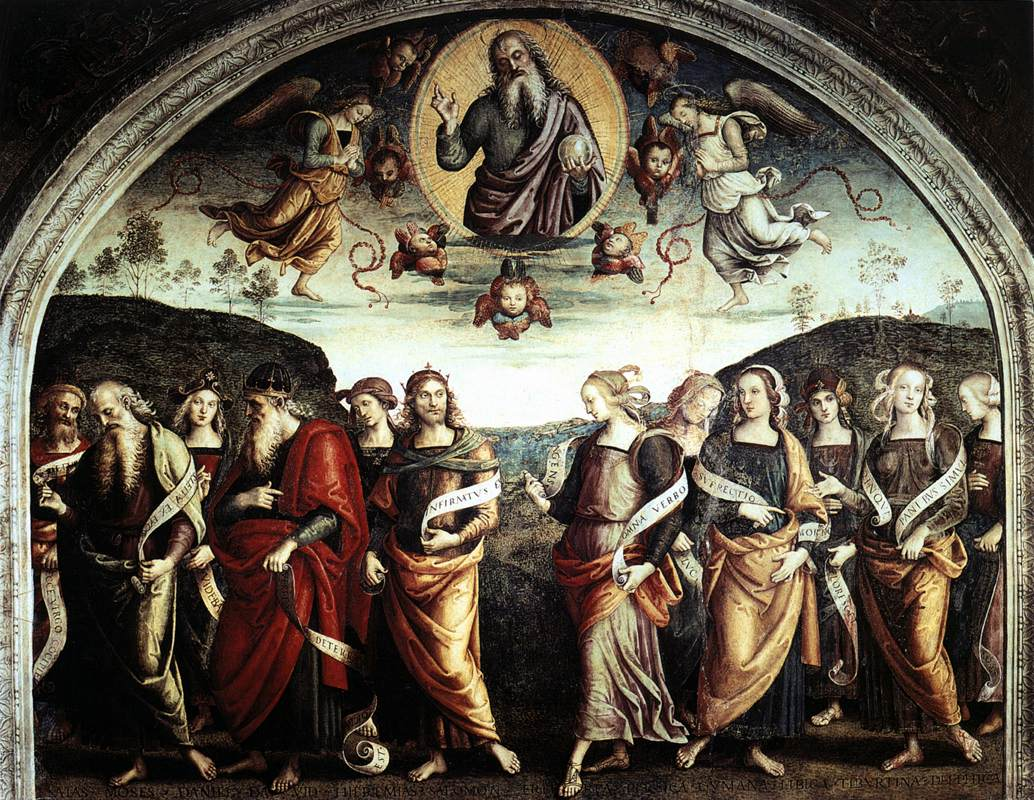
Dios Padre rodeado de ángeles, sobre Profetas y Sibilas.
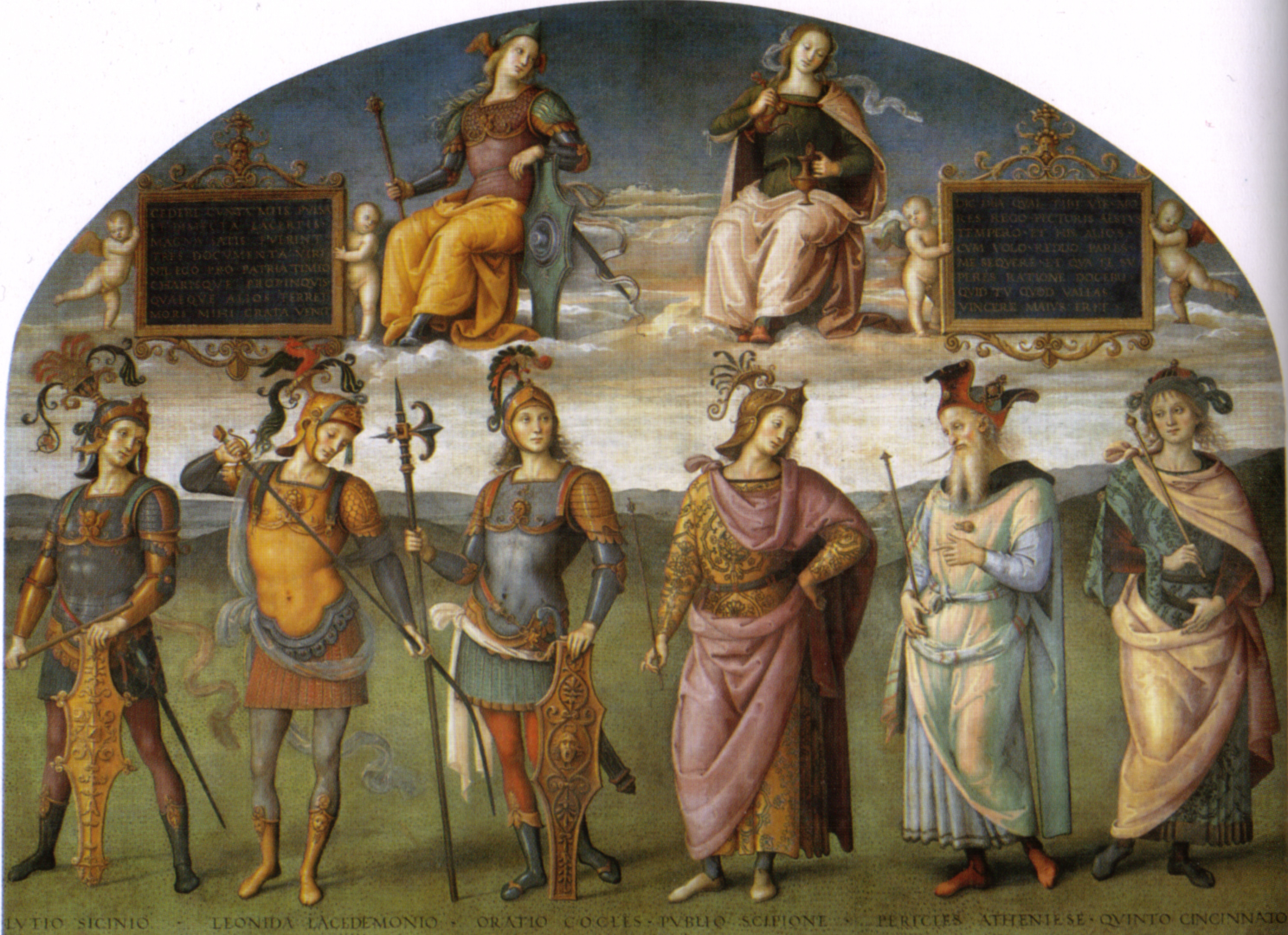
Fortaleza y Templanza sobre héroes antiguos.
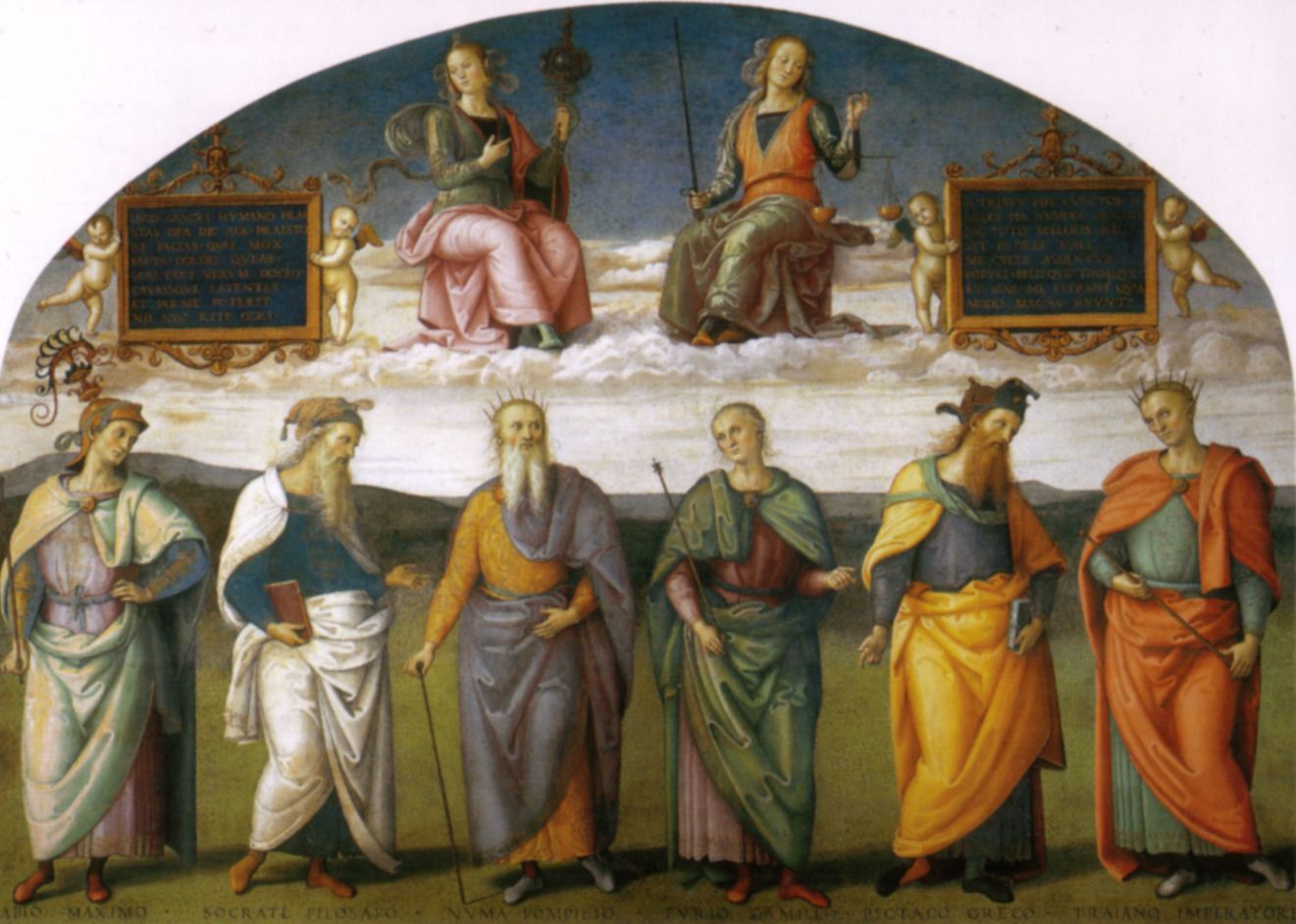
Prudencia y Justicia sobre sabios antiguos.

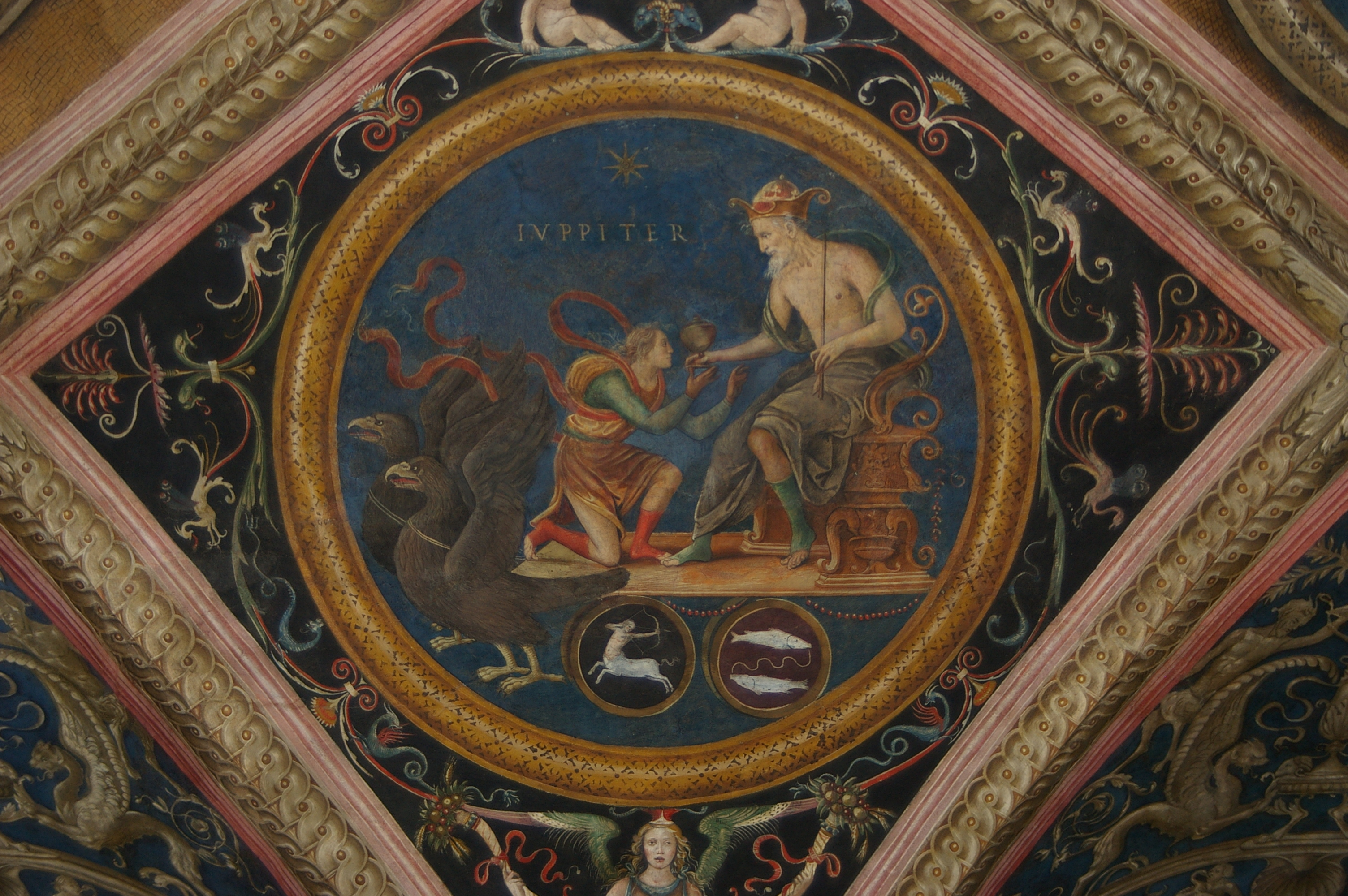
Júpiter.
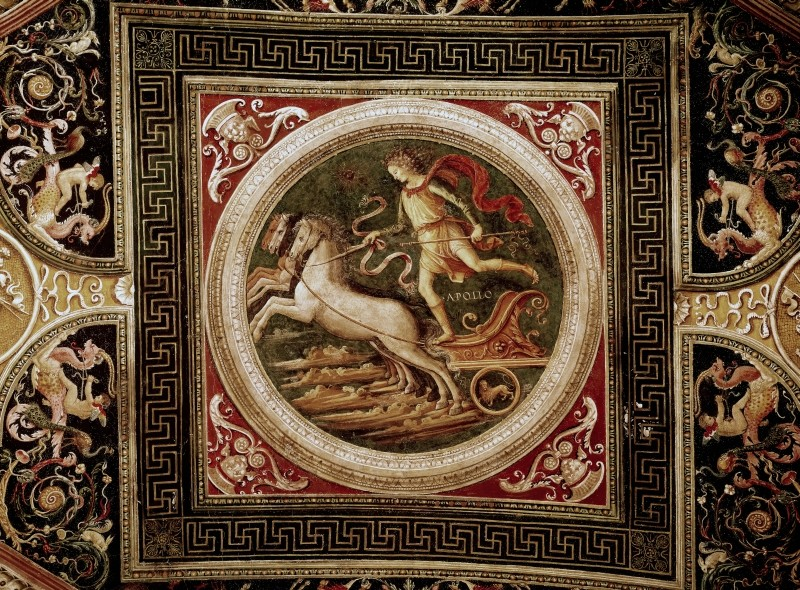
Sol/Apolo.
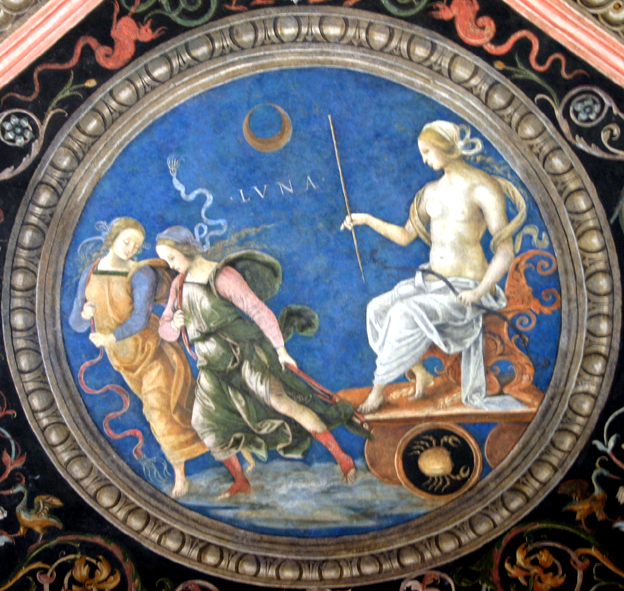
Luna/Diana.

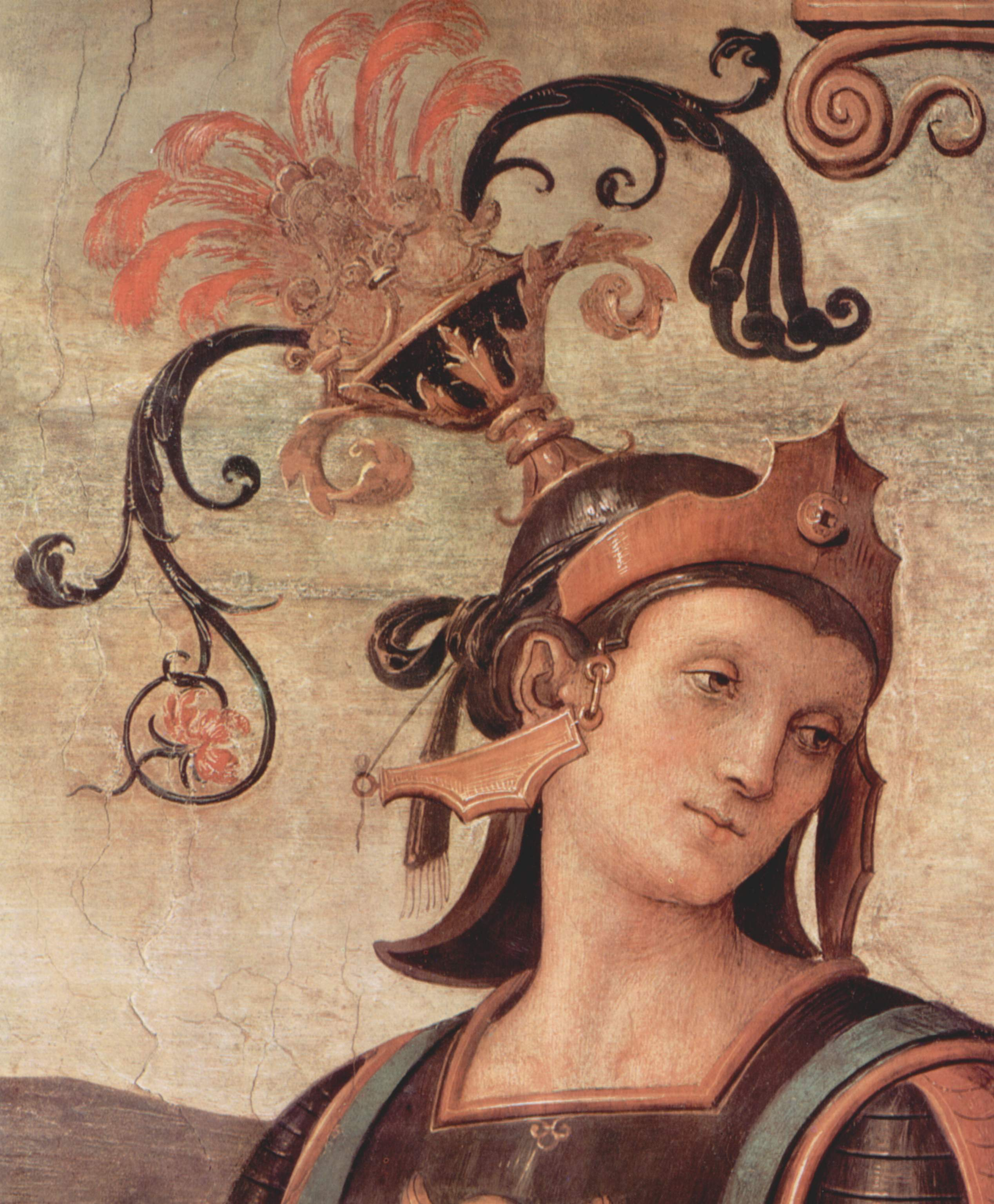
Detalle de una cabeza (héroes antiguos).
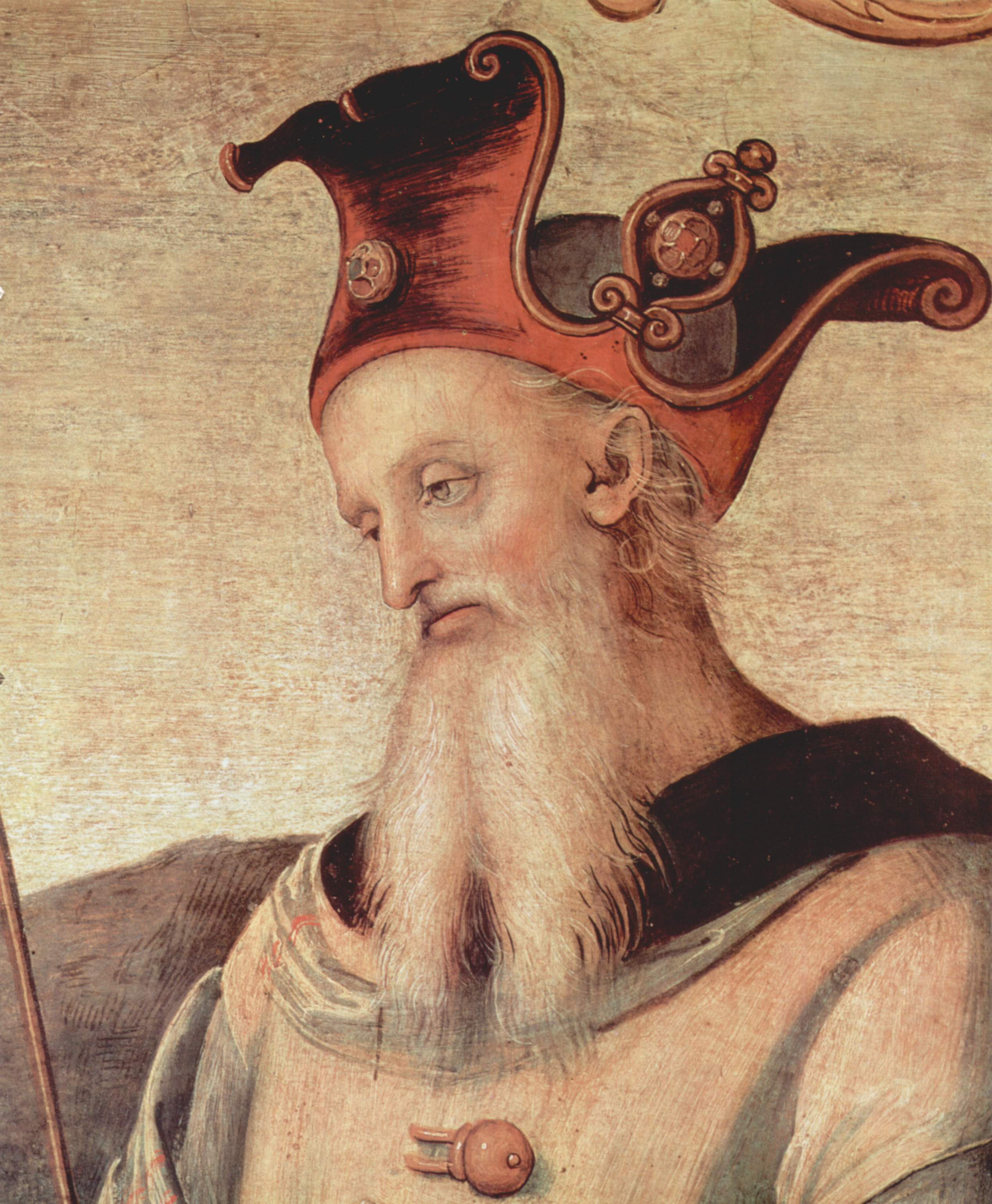
Detalle de una cabeza (héroes antiguos).
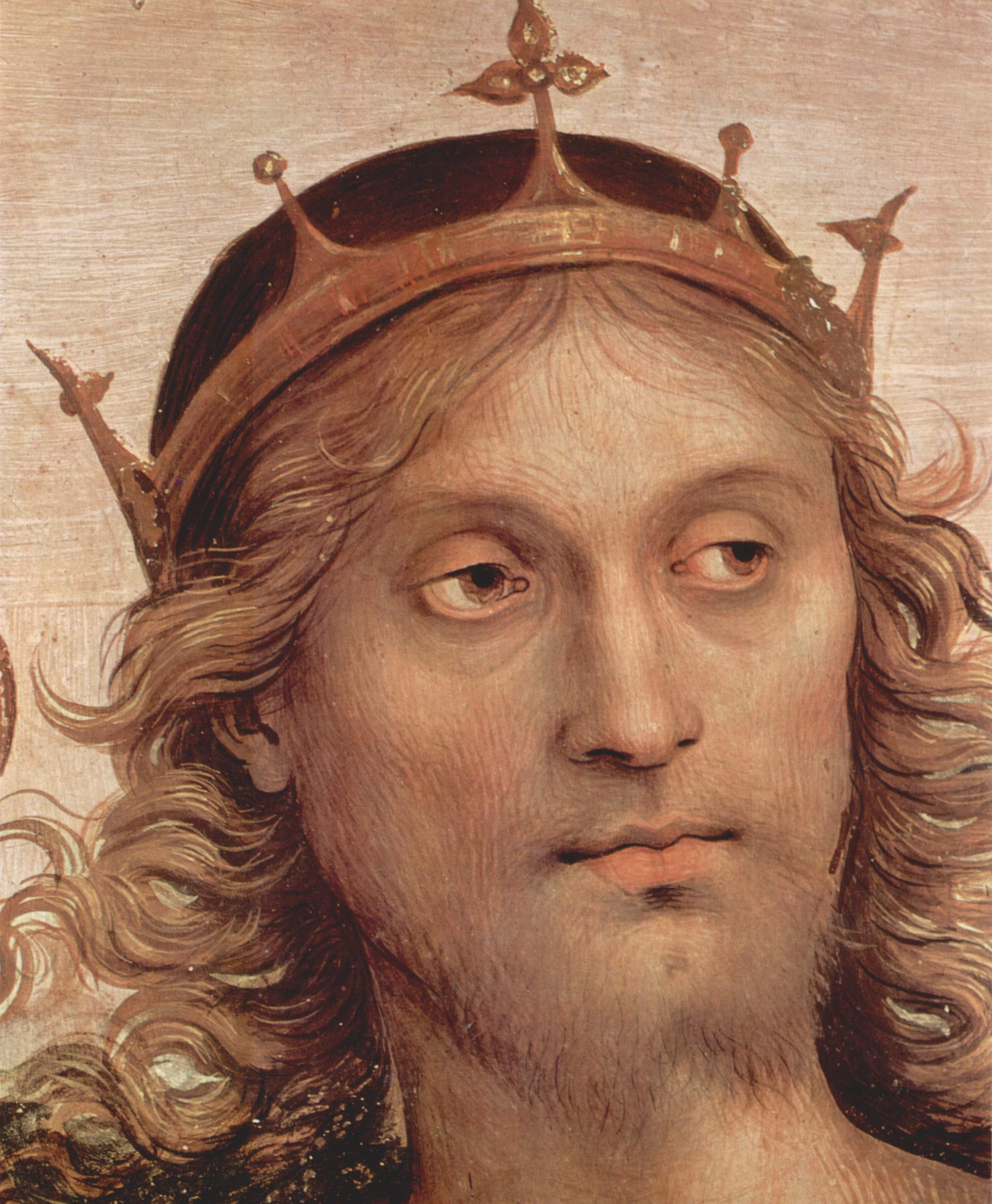
Detalle de una cabeza (profetas).
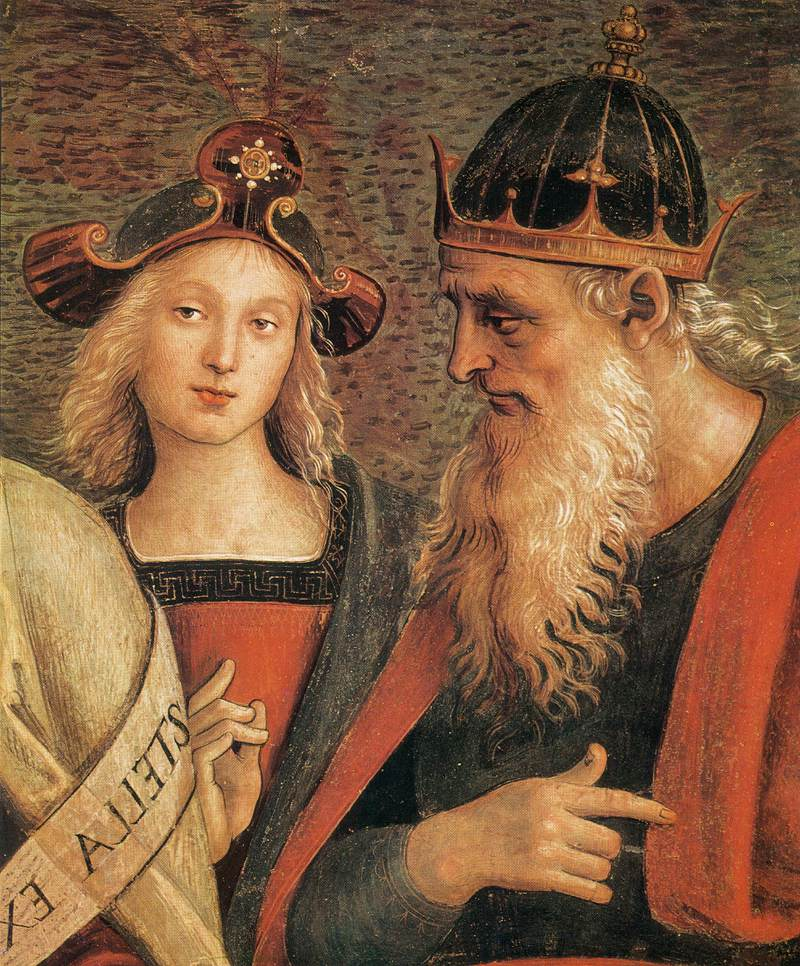
Detalle (profetas y sibilas).